# Valorizacija
Valorizacija je vrednovanje dokumenata u registarskom materijalu. Ova dokumenta su od posebnog značaja za kulturu i društvene potrebe i imaju trajnu vrednost.

## Pojam valorizacije
Valorizacija arhivske građe može biti arhivska ili istorijska. Arhivska valorizacija ima zadatak da u registraturskom materijalu utvrdi koja su to dokumenta (kategorije) koja imaju svojstvo arhivske građe I koja treba trajno čuvati kao kulturno dobro. Istorijska valorizacija ima zadatak da na osnovu spoljašnje (erudicijske) I unutrašnje (hermeneutičke) kritičke analize dođe do podataka i informacija radi objektivnog sagledavanja istorijske prošlosti. Prvo se obavlja arhivistička valorizacija, zatim istorijska. Objekat istraživanja je isti za obe valorizacije, dok su im predmet i zadatak različiti. Neophodno je utvrditi metodologiju i kriterijume za utvrđivanje arhivske građe, pre nego što se priđe arhivističkoj valorizaciji dokumenata. Neophodno je posvetiti posebnu pažnju valorizaciji arhivske građe.
U današnjem vremenu broj stvaralaca građe i količina građe je toliki da predstavlja ozbiljan problem. U toj količini građe koja nastaje samo manji deo ima svojstvo arhivske građe. Tome znatno doprinose savremena tehnička sredstva. Veći deo dokumenata, po isteku njihovog operativnog značaja, postaje bezvredni registraturski materijal i za njihove stvaraoce i za nauku. Oslobađanjem od tog dela registraturskog materijala stvaraju se znatno povoljniji uslovi za smeštaj, obradu i korišćenje arhivske građe.
Valorizacija arhivske građe prolazi kroz dve faze. Prva faza se odvija dok je registraturski materijal kod imaoca građe. Druga faza se odvija tokom sređivanja građe fondova. Valorizacija predstavlja osnovni vid vrednovanja arhivske građe. To je tzv. unutarfondovska valorizacija.
Valorizacija se radi i za određenu grupu stvaralaca građe ili fondova čiji stvaraoci pripadaju određenoj srodnoj vrsti, oblasti ili istorodnim institucijama. Grupnoj valorizaciji pripada vrednovanje građe registratura koje ne stvaraju arhivsku građu radi njihovog skidanja sa evidencije registratura čija se građa štiti.

## Akta
Arhivske službe, donele su odgovarajuća akta kojima su utvrđeni metodologija i kriterijumi za vrednovanje arhivske građe. Uz akta su data i uputstva o njihovoj primeni. Iskustva pokazuju da se pitanje valorizacije ne sme formalizovati, niti se može na jedinstven način rešavati. Razlog tome je što tvorci građe, tokom svog postojanja, mogu proći kroz razne reorganizacije i promene statusa, nadležnosti, obima delovanja i drugih veoma bitnih faktora koji utiču na sadržaj dokumenata.

## Istorija odabiranja arhivske građe
Istorija odabiranja arhivske građe iz registraturskog materijala prolazi kroz dve osnovne faze. Prva faza obuhvata vreme sve do 60-ih godina XX veka, druga od 1968. godine naovamo.

### Prva faza
Propis koji sadrži i odredbe kojima se reguliše izlučivanje (“škartiranje”) bezvrednog registraturskog materijala donet je 1952.godine.
Ovu prvi fazu karakteriše u Srbiji i u svetu pasivni odnos arhivista prema građi pre njene predaje arhivima. Naredba o obaveznom prikupljanju i predaji otpadaka od hartije, koju su doneli 1949. godine, Privredni savet Vlade FNRJ i Savezna planska komisija pod “otpacima od hartije” nije se podrazumevao bezvredni registraturski material već sva građa, izuzev one koja je imala strogo poverljivi karakter. Bez obzira na to što je naredba doneta u vreme ekonomske blokade Jugoslavije i nestašici pisaćeg papira, njeno donošenje je neshvatljivo. Posledice ovog akta su ozbiljne. Fondovi su za ovo vreme, dobrim delom, deficitarni.
Zakonom o državnim arhivima iz 1950. godine stavljen je pod zaštitu “istorijsko-arhivski materijal” odnosno arhivska građa. Na osnovu ovog zakona i Rešenja o čuvanju arhivskog materijala, Vlada FNRJ donela je 1952. godine Uputstvo o prikupljanju, čuvanju i povremenom škartiranju arhivskog materijala. Prvi put se tada daje definicija šta se podrazumeva pod “arhivskim materijalom”. Tada je pokušano, prvi put, da se reši pitanje izlučivanja (“škartiranja”) bezvrednog materijala. To je učinjeno tako što su nabrojane vrste dokumenata koji se uništava po prestanku njegove operativne vrednosti i koji nema istorijsku vrednost. Iako se radilo samo o finansijsko-računovodstvenoj dokumentaciji i dokumentacijama. I pored toga što je izlučivanje bilo ograničeno na dokumentaciju određenog karaktera, ipak je to bio korak napred u odnosu na stanje pre njega.
Ova prva faza u odabiranju arhivske građe dosta dugo traje i u Srbiji i u svetu. Pokazalo se da određivanjem dokumenata koji nemaju operativnu i trajnu vrednost nije ni približno pouzdan način koji obezbeđuje zaštitu dokumenata sa svojstvom arhivske građe. Osim toga, nastavljeno je nagomilavanje ogromnih količina građe. Stvaraoci građe i arhivi našli su se pred ozbiljnim problemom, ne samo smeštaja, već i korišćenja i obrade. U takvoj situaciji bila su nužna efikasnija i sigurnija rešenja odabiranja arhivske građe. To je značilo da treba preći na “pozitivan” pristup odabiranju arhivske građe.

### Druga faza
Druga faza u rešavanju ovog problem počinje 1967.godine donošenjem načela o odabiranju arhivske građe. Donošenjem Zakona o arhivskom savetu Jugoslavije 1964. godine formiran je Arhivski savet Jugoslavije sa zadatkom da donese načela o odabiranju materijala. Tako Arhivski savet Jugoslavije 1967. godine donosi Načela o odabiranju arhivske građe iz registraturskog materijala. Donošenje ovih načela po kojima se odabiranje arhivske građe obavlja preko izlučivanja bezvrednog registraturskog materijala, kome je prestala operativna vrednost i koji nema svojstvo arhivske građe značajne za nauku, kulturu I druge društvene potrebe, prestavlja značajan doprinos u razvoju srpske arhivističke misli i prakse.
Posle donošenja Ustava iz 1974. godine kada je delatnost kulture prešla u nadležnost federalnih jedinica, načela su inkorporirana u republičkim zakonima i drugim propisima o čuvanju, odabiranju i primopredaju arhivske građe nadležnim arhivima. U praksi, ona i sada čine osnovu odabiranja arhivske građe na prostorima nekadašnje Jugoslavije, uključujući tu Srbiju i Crnu Goru.
Iz naziva akta o odabiranju arhivske građe uočava se njegova uopštenost, što je razumljivo s obzirom na cilj. Načela, uglavnom, posredno i neposredno obuhvataju celinu materije kojom se bave, izuzev kriterijuma. Donosioci načela nisu utvrdili kriterijume bez kojih je nemoguće vrednovati arhivsku građu.

## Izlučivanje arhivske građe
Načelima je utvrđeno da se odabiranje arhivske građe iz registraturskog materijala obavlja izlučivanjem bezvrednog registraturskog materijala kome je prestao operativni značaj i koji nema svojstvo arhivske građe. Izlučivanje se radi na osnovu liste kategorija registraturskog materijala sa rokovima čuvanja. Izlučivanje nije dozvoljeno ako nije predviđeno listom. Liste izrađuju stvaraoci (imaoci) registraturskog materijala. Donosioce liste obavezuje stav nadležnog arhiva u pogledu utvrđivanja kategorija trajne vrednosti. Izlučivanje bezvrednog materijala, po pravilu, obavlja se iz sređenog registraturskog materijala. Lista se dostavlja arhivu koji je razmatra. Primedbe arhiva u pogledu trajnog čuvanja kategorija obavezuju donosioca liste. O svojim primedbama na listu, arhiv pismeno obaveštava donosica liste. Arhiv kod izlučivanja bezvrednost registratorskog materijala ponovo proverava da se ne bi desilo da se unište dokumenta od trajnog značaja. Po dobijenom popisu materijala za izlučivanje i posle neposredne provere, arhiv daje odobrenje za izlučivanje. Ova provera ima zadatak da utvrdi da li su ispunjeni uslovi za izlučivanje (da li je građa sređena, da li spisak materijala odgovara faktičkom stanju i da li postoje kategorije koje treba trajno čuvati). O pregledu arhiv obaveštava pismeno donosioca spisak materijala za izlučivanje u kome daje eventualne primedbe, kao i stav u vezi sa izlučivanjem. Dokumentacija o izlučivanju se trajno čuva.

## Važni društveni događaji
Načelima je predviđeno da se odabiranje arhivske građe iz registraturskog materijala nastalog do 1945. godine može vršiti samo u arhivima. Takođe je predviđeno da se registraturski material iz određenih istorijskih perioda ili određenih institucija može izuzeti od izlučivanja u slučajevima ako je to po propisima predviđeno. Polazeći od deficitarnosti građe, predviđeno je da se građa do 1850. godine i iz vremena NOB 1941-1945. godine ne izlučuje. U osnovi ovog stava stoji kriterijum vremena u kome su se dešavali važni društveni događaji i kriterijumi deficitarnost građe. Utvrđivanje godine do koje se ne obavlja izlučivanje izvršile su i druga zemlje. Te godine, najčešće, prestavljaju korenite promene u državi. Tako je u Francuskoj utvrđena 1830.godina, u Italiji 1861, u Čehoslovačkoj 1850, u Mađarskoj 1807.godine itd.

## Kriterijumi
Iz načela problema odabiranja arhivske građe postavljeni su na savremenim osnovama kriterijumi koji su važili za arhivsku službu u Evropi i šire. Donošenjem načela prekinulo se sa dotadašnjom praksom ”negativnog” prilaza izlučivanju bezvrednog materijala, odnosno utvrđivanju dela celina registraturskog materijala, koji nije imao svojstvo arhivske građe. Veoma je važno što su načela, na indirektan ili direktan način, označila prava i obaveze stvaraoca građe i nadležnih arhiva. Načelima se obezbeđuje konsekventna zaštita onog dela registraturskog materijala,koji ima trajnu vrednost. Posebno je značajno to što su nadležnosti između stvaraoca građe i arhiva izdiferencirane, čime se stalo na put pasivnom odnosu stvaraoca građe prema njenoj naučnoj vrednosti. Nadzor i pružanje stručne pomoći arhiva u procesu odabiranja arhivske građe trebalo bi da bude garancija da će se zaštiti sva dokumenta u registraturskom materijalu, koja ima svojstvo arhivske građe.
U načelima su izostavljeni neki delovi koji čine celinu odabiranja arhivske građe. Reč je o kriterijumima, metodologiji i organizaciji vrednovanja arhivske građe. Srpska arhivistika bila je prinuđena da kao posledicu toga to pitanje rešava po ugledu na strana iskustva ili na osnovu sopstvene prakse.